# Ingeborg Puppe
Gudrun Ingeborg Puppe (Lodz, 11 de enero de 1941) es una jurista alemana y catedrática emérita de Derecho penal en la Universidad de Bonn.

## Trayectoria
Nació en 1941 en Lodz, en Polonia, que había sido rebautizada tras la ocupación alemana durante la Segunda Guerra Mundial como Litzmannstadt. Sus padres fueron la profesora de matemáticas y física Wanda Zinser, y el abogado Siegmund Puppe. Es hermana de los matemáticos Dieter Puppe (1930-2005) y Volker Puppe (1938). En 1960, terminó el bachillerato en el instituto femenino Kleinen Helle de Bremen y comenzó sus estudios de Derecho en la Universidad de Heidelberg, concluyéndolos en 1965. Durante sus estudios estuvo influenciada por los profesores de Derecho penal Wilhelm Gallas y Karl Lackner.
En diciembre de 1965 aprobó con matrícula de honor el primer examen estatal de Derecho en la Oficina Estatal de Exámenes Judiciales de Baden-Wurtemberg y, en agosto de 1970, el segundo examen estatal de Derecho ante la oficina examinadora conjunta de los Estados de Hamburgo, Bremen y Schleswig-Holstein. En 1970, se doctoró en la Universidad de Heidelberg con una tesis sobre la falsedad de registros técnicos. Desde el 1 de marzo de 1971, fue asistente de Karl Lackner en dicha universidad, obteniendo su habilitación en 1977 con el trabajo Idealkonkurrenz und Einzelverbrechen (Concurso ideal y unidad delictiva) y la cualificación docente para las asignaturas de Derecho penal, Derecho procesal penal y Teoría del derecho. 
El 1 de octubre de 1977 obtuvo la cátedra en la Universidad de Bonn, donde continuó investigando y enseñando incluso después de su jubilación en el curso 2005/2006, pese a su discapacidad visual, hasta que pronunció su conferencia de despedida Zur Begründung von Gerichtsentscheidungen (Sobre la justificación de las decisiones judiciales) el 17 de julio de 2024.
Puppe ha escrito varios manuales y fue coeditora y comentarista de la primera edición del Comentario Nomos al Código Penal alemán. También tiene trabajos sobre metodología jurídica, en particular Kleine Schule des juristischen Denkens (Pequeña escuela del pensamiento jurídico). Su obra incluye también aportaciones poco habituales en la ciencia jurídica, como el ensayo Besorgter Brief an einen künftigen Strafrechtswissenschaftler (Carta preocupada a un futuro penalista), publicado bajo el pseudónimo “Julius Kyriandros Ekklesiandros”, en el que critica irónicamente la situación del Derecho penal. Este ensayo alude a la conferencia de Julius von Kirchmann La inutilidad de la jurisprudencia como ciencia, y el pseudónimo utilizado es una traducción al griego del nombre de este autor.
Sus obras han sido traducidas a varios idiomas, como el castellano y el chino.

## Obra (selección)
- Die Fälschung technischer Aufzeichnungen, Berlin 1972
- Idealkonkurrenz und Einzelverbrechen, Berlin 1979
- Vorsatz und Zurechnung, Heidelberg 1992
- Die Erfolgszurechnung im Strafrecht, Baden-Baden 2000 (übersetzt ins Spanische)
- Strafrecht Allgemeiner Teil im Spiegel der Rechtsprechung, Band 1: Die Lehre vom Tatbestand, Rechtswidrigkeit und Schuld, Baden-Baden 2002
- Strafrecht Allgemeiner Teil im Spiegel der Rechtsprechung, Band 2: Sonderformen des Verbrechens, Baden-Baden 2005
- Strafrecht Allgemeiner Teil im Spiegel der Rechtsprechung (ab der 2. Auflage 2011 in einem Band zusammengefasst), 5. Auflage, Nomos, Baden-Baden 2022
- Strafrechtsdogmatische Analysen, Göttingen 2006
- Kleine Schule des juristischen Denkens, UTB, Göttingen 2008; 5. Auflage, UTB, Göttingen 2023 (übersetzt ins Chinesische)